# Дуб Стефана Великого (Кобыльня)
Дуб Сте́фана Вели́кого или Дуб Ште́фана чел Ма́ре (рум. Stejarul lui Ștefan cel Mare din Cobîlea) — дуб в деревне Кобыльня Шолданештского района Молдавии (47°52′04″ с. ш. 28°39′37″ в. д.), самое старое дерево в Молдавии и памятник природы. Возраст дерева составляет приблизительно 700 лет. Согласно легенде, именно под эти дубом после одной из битв отдыхал молдавский господарь Стефан III Великий. Само село упоминается примерно в 1456 году.
Дерево в настоящее время находится под государственной охраной как памятник природы Молдавии. Оно было отреставрировано, очищено от прогнившей древесины и заделано цементными пломбами. В настоящее время дуб продолжает расти, на нём нет каких-либо сухих ветвей. Рядом с деревом расположены бюст господаря и православная церковь.

## Дуб в нумизматике
21 ноября 2008 года Национальный банк Молдавии выпустил в оборот в качестве платёжного средства и в нумизматических целях серебряную памятную монету из серии «Памятники Молдавии» под названием «Дуб Штефана чел Маре» номиналом 50 молдавских леев. На аверсе в центре изображён Герб Молдавии с выгравированным вверху 2008 годом выпуска и с надписью внизу «50 LEI», по окружности монеты заглавными буквами выгравировано «REPUBLICA MOLDOVA». На реверсе в центре изображён Дуб Стефана Великого, по окружности монеты заглавными буквами выгравировано «STEJARUL LUI ȘTEFAN CEL MARE».